# Johan Lolos
Johan Lolos, nacido el 2 de noviembre de 1987 en Lieja, Bélgica, es un fotógrafo belga-griego reconocido por su trabajo en fotografía de viajes y de paisajes. Es ampliamente conocido por su seudónimo en redes sociales “lebackpacker” y se le considera el fotógrafo belga más seguido en Instagram.

## Educación
Lolos obtuvo una Maestría en Relaciones Públicas en el Institut des Hautes Etudes des Communications Sociales (IHECS) en Bruselas en 2013.

## Carrera
Después de completar sus estudios, Lolos emprendió un viaje de dos años por Australia y Nueva Zelanda, durante el cual perfeccionó su pasión por la fotografía de paisajes. Su trabajo ganó una notable atención en las plataformas de redes sociales, en particular en Instagram, donde comparte sus fotografías bajo el alias “lebackpacker”.
En 2018, Lolos publicó su primer libro, Peaks of Europe (Lannoo, 2018), documentando un viaje por carretera de cinco meses a través de 17 países europeos. El libro se publicó en cuatro idiomas y fue reconocido por Forbes como uno de los mejores libros de viajes del año.
A lo largo de su carrera, Lolos ha colaborado con numerosas marcas internacionales, incluidas Toyota, Samsung, Nikon y Médicos Sin Fronteras. También ha impartido talleres y sesiones de mentoría, compartiendo su experiencia con fotógrafos en formación.
En 2023, la revista semanal belga Le Vif incluyó a Johan Lolos en su lista “40 Under 40” de “40 personalidades belgas a seguir”, donde fue uno de los dos únicos fotógrafos junto a Charlotte Abramow.
El trabajo de Lolos ha sido publicado en National Geographic, GQ y Lonely Planet.

## Exposiciones
En 2023, Lolos presentó su primera exposición individual en una galería de arte, titulada Solitudes, en la Galería Buronzu en Lieja, marcando un hito importante en su carrera.

## Publicaciones
- Peaks of Europe (2018) ISBN 978-2390250449 - Publicado por Lannoo en su versión original en inglés. El libro existe en alemán (Dumont), francés (Glénat) e italiano (Rizzoli) bajo diferentes títulos.